# 力抜山
力抜山（りきばっさん）のリングネームで知られる梁 承揮（Yang Seung-Hi、朝鮮語: 양승휘、1955年 - ）は、大韓民国ソウル特別市出身の元プロレスラー。

## 来歴
ボディビルやバスケットボールで活動後、1975年に大木金太郎が設立した「金一道場」に第一期生として入門。1978年、全日本プロレス、国際プロレス、韓国の日韓三軍対抗戦『全軍激突戦』に本名の梁承揮（ヤン・スンヒー）として初来日。2月18日に蔵前国技館にて呉大均（オー・テーキュン）と組み、当時マイティ井上&アニマル浜口が保持していたアジアタッグ王座に挑戦した。8月2日には故郷のソウルにて、ラッシャー木村のIWA世界ヘビー級王座にも挑戦している。同年は、11月開幕の『日本リーグ争覇戦』にも韓国代表として出場した。
その後、留学生として国際プロレスに入門。浜口やグレート草津をはじめ、阿修羅・原や稲妻二郎など主に日本陣営の選手の胸を借りていたが、大型であったことから、1979年4月開幕の『ビッグ・チャレンジ・シリーズ』ではビッグ・ダディ・リッターやザ・UFO、さらにはスーパースター・ビリー・グラハムなど、北米の外国人選手とのシングルマッチも組まれた。
国際プロレス解散後は、1982年4月より新日本プロレスに再留学し、力抜山のリングネームで活動。アンダーカード要員の中堅選手として、バッドニュース・アレン、S・D・ジョーンズ、レス・ソントン、カルロス・ホセ・エストラーダ、バディ・ローズ、そしてハルク・ホーガンともタッグマッチで対戦した。
1984年10月、将軍KYワカマツ率いるマシーン軍団の一員として、ストロング・マシーン2号（Strong Machine #2）に変身。ヒールの覆面レスラーとなり、ストロング・マシーン1号やヒロ斎藤と共闘。11月1日の東京都体育館大会では、メインイベントのシングルマッチでアントニオ猪木と対戦した。1985年4月に1号が離脱してからはストロング・マシーン3号とのタッグで活動していたが、ほどなくしてマシーン軍団は解体。その後は素顔に戻り、1987年まで新日本プロレスに出場していた。

## 得意技
- ローリング・ソバット（コーナー最上段から放つ）
- トペ・スイシーダ（トップロープの上を飛び越えるノータッチ式）

## 獲得タイトル
- OSIヘビー級王座 : 1回[16]
- NKPWA世界ヘビー級王座 : 1回[17]